# Momčilo Raspopović
Momčilo Raspopović (in serbo Момчило Распоповић?; Podgorica, 18 marzo 1994) è un calciatore montenegrino, difensore del Karviná.

## Palmarès

### Club

#### Competizioni nazionali
- Campionato montenegrino: 1

Budućnost: 2016-2017
- Coppa del Montenegro: 1

Budućnost: 2012-2013
- Coppa di Croazia: 1

Rijeka: 2018-2019